# كريل شوكي
كريل شوكي (الاسم العلمي: Euphausia spinifera) هو نوع من المفصليات يتبع جنس الكريل من الفصيلة الكريلية.